# Sarah Gigante
Sarah Gigante, född 6 oktober 2000 i Melbourne, är en australisk professionell landsvägscyklist.

## Karriär
Sarah Gigante har cyklat professionellt sedan 2020. Bland hennes meriter kan nämnas två etappsegrar i damernas Giro d'Italia och en sammanlagd tredjeplats i samma etapplopp. Hon har även tagit tre nationella mästerskapstitlar, två på tempo och en i linjelopp.